# Adelsried
Adelsried là một đô thị tại huyện Augsburg bang Bayern nước Đức. Đô thị Adelsried có diện tích 9,7 km², dân số thời điểm ngày 31 tháng 12 năm 2006 là 2297 người.